# غلوريا ستيوارت
غلوريا ستيوارت (بالإنجليزية: Gloria Stuart) (04 يوليو 1910 – 26 سبتمبر 2010) هي ممثلة أمريكية بدأت مسيرتها الفنية عام 1932. درست في جامعة كاليفورنيا، بركلي.

## الأعمال

### أفلام
- هنا تأتي البحرية
- الباحثون عن الذهب عام 1935
- تيتانيك

## روابط خارجية
- غلوريا ستيوارت على موقع IMDb (الإنجليزية)
- غلوريا ستيوارت على موقع روتن توميتوز (الإنجليزية)
- غلوريا ستيوارت على موقع قاعدة بيانات الأفلام العربية
- غلوريا ستيوارت على موقع ألو سيني (الفرنسية)
- غلوريا ستيوارت على موقع تيرنر كلاسيك موفيز (الإنجليزية)
- غلوريا ستيوارت على موقع أول موفي (الإنجليزية)
- غلوريا ستيوارت على موقع قاعدة بيانات الأفلام السويدية (السويدية)
- غلوريا ستيوارت على موقع إن إن دي بي (الإنجليزية)
- غلوريا ستيوارت على موقع قاعدة بيانات الفيلم (الإنجليزية)
- غلوريا ستيوارت على موقع كينوبويسك (الروسية)